# Carlo Cappelletti
Carlo Cappelletti (Verona, 1900 – Monteforte d'Alpone, 1990) è stato un botanico e docente italiano, fu direttore degli orti botanici delle università di Torino e di Padova..

## Biografia
Nato a Verona, dopo il liceo si laureò in scienze naturali presso l'università di Padova con una tesi di enzimologia micologica relativa al genere "Coprinus"; un argomento considerato allora d'avanguardia. Nello stesso anno fu nominato assistente universitario di Giuseppe Gola alla cattedra di botanica di Padova. In questo ateneo ottenne nel 1927 la libera docenza e rimase per sette anni. Fu poi nominato docente di ruolo presso l'Università di Torino del cui orto botanico divenne direttore. Nel 1936 pubblicò, in collaborazione con Giuseppe Gola e Giovanni Negri il primo trattato di botanica interamente redatto in lingua italiana. Nel 1948 ritornò all'Università di Padova dove introdusse nuove apparecchiature e nuovi metodi di studio. Dal 1948 al 1970 gli fu affidato l'incarico di prefetto dell'orto botanico di Padova.

Scrisse più di duecento articoli scientifici pubblicati su riviste specializzate: si interessò infatti, oltreché di micologia, di embriologia, patologia, fisiologia ed ecologia. A lungo docente, tenne corsi per gli studenti di scienze naturali e biologiche, di farmacia e di agraria.
Morì nel 1990 a Costalunga, una frazione di Monteforte d'Alpone in provincia di Verona.

## Opere
- Carlo Cappelletti, in collaborazione con Giuseppe Gola e Giovanni Negri, "Botanica", 2 voll. con 699 illustrazioni - Vol. I: Morfologia - Fisiologia - Fitogeografia; Vol. II: Sistematica - Editore Utet, Torino, 1969